# Monti Simbruini
Monti Simbruini este o arie protejată (arie specială de conservare — SAC, sit de importanță comunitară — SCI, arie de protecție specială avifaunistică — SPA) din Italia întinsă pe o suprafață de 19.886 ha, integral pe uscat.

## Localizare
Centrul sitului Monti Simbruini este situat la coordonatele 41°56′08″N 13°21′25″E / 41.935556°N 13.356944°E.

## Înființare
Situl Monti Simbruini a fost declarat sit de importanță comunitară în septembrie 2003 pentru a proteja 19 specii de animale. Alte tipuri de protecție:
- arie de protecție specială avifaunistică (în martie 2005)
- arie specială de conservare (în decembrie 2018)[1][2][3]

## Biodiversitate
Situată în ecoregiunea mediteraneană, aria protejată conține 13 habitate naturale: Galerii de Salix alba și de Populus alba, Fânețe de joasă altitudine (Alopecurus pratensis, Sanguisorba officinalis), Grohotișuri termofile și vest-mediteraneene, Pajiști uscate seminaturale și facies de acoperire cu tufișuri pe substraturi calcaroase (Festuco-Brometalia) (* situri importante pentru orhidee), Mlaștini alcaline, Formațiuni de Juniperus communis pe lande sau pajiști calcaroase, Izvoare petrifiante cu formare de travertin (Cratoneurion), Păduri de Castanea sativa, Pante stâncoase calcaroase cu vegetație casmofită, Pajiști alpine și boreale, Păduri de fag din Apenini cu Taxus și Ilex, Pajiști alpine și subalpine calcaroase, Grohotișuri calcaroase și de șisturi calcaroase de la nivelul montan până la nivelul alpin (Thlaspietea rotundifolii).
La baza desemnării sitului se află mai multe specii protejate:
- păsări (13): potârnichea de stâncă (Alectoris graeca saxatilis), fâsă-de-câmp (Anthus campestris), ciocănitoare cu spate alb (Dendrocopos leucotos), șoim călător (Falco peregrinus), muscar-gulerat (Ficedula albicollis), sfrâncioc roșiatic (Lanius collurio), ciocârlie de pădure (Lullula arborea), mierlă de piatră (Monticola saxatilis), cinghiță alpină (Montifringilla nivalis), Prunella collaris, stăncuță alpină (Pyrrhocorax graculus), Pyrrhocorax pyrrhocorax, fluturașul de stâncă (Tichodroma muraria)
- amfibieni (2): Bombina pachypus, Triturus carnifex
- mamifere (3): lupul (Canis lupus), liliacul mic cu potcoavă (Rhinolophus hipposideros), urs brun (Ursus arctos)
- pești (1): salmo cettii (Salmo cetti)

Pe lângă speciile protejate, pe teritoriul sitului au mai fost identificate 11 specii de plante, 2 specii de mamifere, 2 specii de nevertebrate.